# Décapole (Saint-Empire)
Pour les articles homonymes, voir Décapole.
La Décapole (en allemand : Zehnstädtebund, Dekapolis, Vereinstädte ou gemeine Reichsstädte, en alsacien : gemeine Richstette, ou Richstette gemeilich im Elsass, en latin : civitates imperiales Alsatiae) est une alliance formée en 1354 entre dix villes impériales du Saint-Empire romain, à savoir des cités-États relevant directement de l'autorité de l'empereur.
Disposant ainsi de l'immédiateté impériale, ces villes constituent des états impériaux à part entière avec droit de siéger à la Diète d'Empire depuis la fin du XIIIe siècle. Six d'entre elles s'allient en 1336 puis sont rejointes par une septième cité en 1342. L'alliance qui compte désormais dix membres est instituée par Charles IV le 28 août 1354. Elle est placée sous le contrôle du bailli du Grand-Bailliage (Reichslandvogtei im Elsass) qui administre les biens impériaux situés dans la plaine d'Alsace. Cette ligue comprend alors Colmar, Haguenau, Kaysersberg, Mulhouse, Munster, Obernai, Rosheim, Sélestat, Turckheim et Wissembourg. Celles-ci sont rejointes par Seltz de 1358 à 1418. L'alliance doit garantir une assistance réciproque face aux menaces extérieures et favoriser les arbitrages entre ses membres. Les crises de la fin du Moyen Âge font apparaître la faiblesse du dispositif et provoquent le départ progressif de Mulhouse, remplacée par Landau en 1521.
Les ravages de la guerre de Trente Ans poussent l'alliance à demander la protection du royaume de France en 1634. Les traités de Westphalie de 1648 accordent au roi de France des droits sur les villes impériales qui sont définitivement intégrées au territoire français par le traité de Nimègue du 5 février 1679. La Décapole et les institutions municipales de ses membres subsistent au sein de la monarchie française et de la province d'Alsace puis disparaissent avec la fin de l'Ancien Régime en 1789.

## Histoire
Le 28 août 1354, Charles IV, alors roi des Romains, ratifie la création de la ligue qui est alors confirmée le 23 septembre par les représentants des dix villes fondatrices. Celles-ci sont : 
- la ville impériale de Haguenau
- la ville impériale de Colmar
- la ville impériale de Wissembourg
- la ville impériale de Turckheim
- la ville impériale d'Obernai
- la ville impériale de Kaysersberg
- la ville impériale de Rosheim
- la ville impériale de Munster
- la ville impériale de Sélestat
- la ville impériale puis république de Mulhouse, membre de facto jusqu'en 1466 et officiellement jusqu'en 1515.

Deux autres cités rejoignent plus tard l'alliance :
- la ville impériale de Seltz, entre 1358 et 1418
- la ville impériale de Landau, à partir de 1521.

Charles IV s'est réservé le droit de dissoudre la ligue, ce qu’il réalise effectivement en 1378. Les villes reforment néanmoins l'alliance dès 1379 de leur propre initiative.
N'étant pas une ville d'Empire (Reichsstadt) mais une ville libre d'Empire (Freie Reichsstadt), la ville impériale libre de Strasbourg n'a jamais fait partie de la Décapole. Le chef-lieu de la ligue est Haguenau, siège de Grand-Bailliage d'Alsace (Reichslandvogtei). Sélestat est le lieu de conservation des archives de l'alliance, dans un coffre dont Haguenau et Colmar détiennent chacune une clé.
La Décapole a pour vocation de favoriser une coopération entre les villes impériales, sans pour autant esquisser une union politique au niveau régional. La ligue a d'abord été créée pour faire face au brigandage et à l'instabilité féodale qui menacent le commerce. Elle assure à ses membres aide, conseil, assistance militaire, défense des privilèges accordés par l'empereur, et protège les libertés face aux seigneurs. Les représentants de chaque ville se réunissent plusieurs fois par an, généralement à Sélestat, qui conserve les archives de la ligue, à Colmar ou encore à Strasbourg, bien que cette dernière ne fait pas partie de l'alliance. Lors de ces réunions les délégués répartissent les frais communs (ambassades, levées de troupes), les prestations dues à l'Empire (surtout l'impôt annuel) variables selon l'importance des villes, et le contingent militaire à fournir. La Décapole est régulièrement représentée à la Diète d'Empire, en général par un délégué de Haguenau ou de Colmar. Elle possède pour les historiens et les économistes une particularité extrêmement rare, qui plus est pour l'époque : outre l'alliance militaire, l'entraide est également financière en cas de banqueroute.

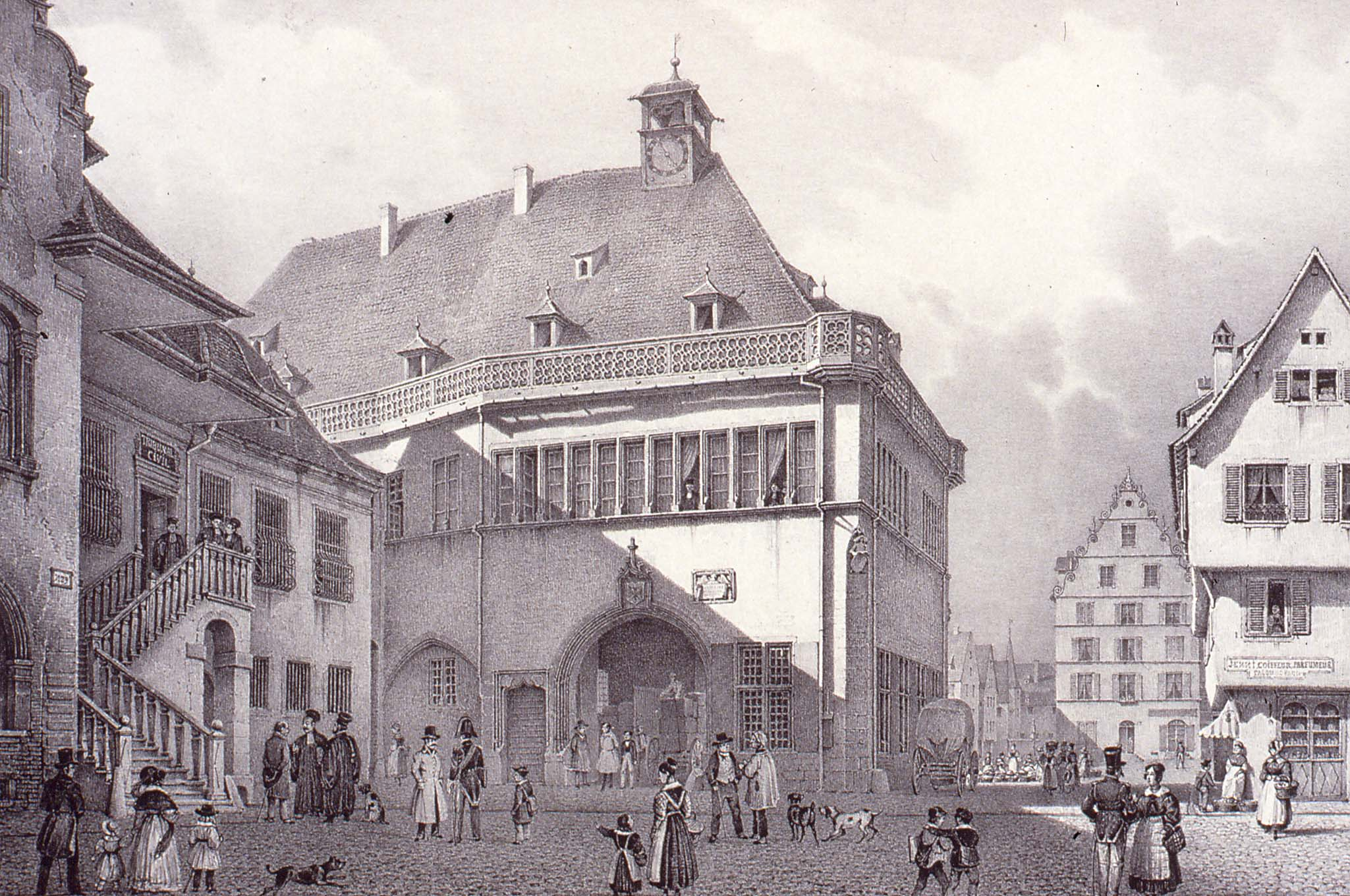
Bâtiment du Koïfhus, l'Ancienne douane de Colmar, pouvant accueillir les représentants des dix villes.
(BNU de Strasbourg)

La république de Mulhouse, pourtant fondatrice de la Décapole, rompt progressivement son alliance avec les autres villes impériales à partir du XVe siècle. La cité-État doit se défendre seule durant la guerre des Six Deniers en 1466 face aux armées de la noblesse locale qui souhaite reprendre le contrôle de la ville et mettre fin au régime républicain. Mulhouse se rapproche alors des cantons de Berne et Soleure au cours du conflit. Elle quitte la ligue alsacienne en 1515 et débute une « alliance perpétuelle » avec la Confédération suisse. Landau rejoint la Décapole en 1521 à l'initiative de l'empereur Maximilien Ier.
La ligue est fortement ébranlée par la guerre de Trente Ans qui ravage la région, en particulier entre 1628 et 1632. L'alliance demande en 1634 la protection militaire du royaume de France et l'obtient par la signature du traité de Rueil en 1635. Des garnisons françaises s'installent alors dans la plupart des villes. À l'issue du conflit en 1648 les traités de Westphalie accorde au roi de France l'administration du Grand-Bailliage d'Alsace et l'autorité sur la Décapole dont les dix villes membres ne sont pas annexées. Celles-ci sont toujours des états du Saint-Empire mais ne dépendent plus du pouvoir de l'empereur romain germanique. Elles sont pleinement intégrées au territoire français le 5 février 1679 lors de la signature du traité de Nimègue qui marque la fin de l'indépendance territoriale de la Décapole. Seule Mulhouse, qui est alors un pays allié de la Confédération suisse, n'est pas concernée par les traités et conserve son indépendance.

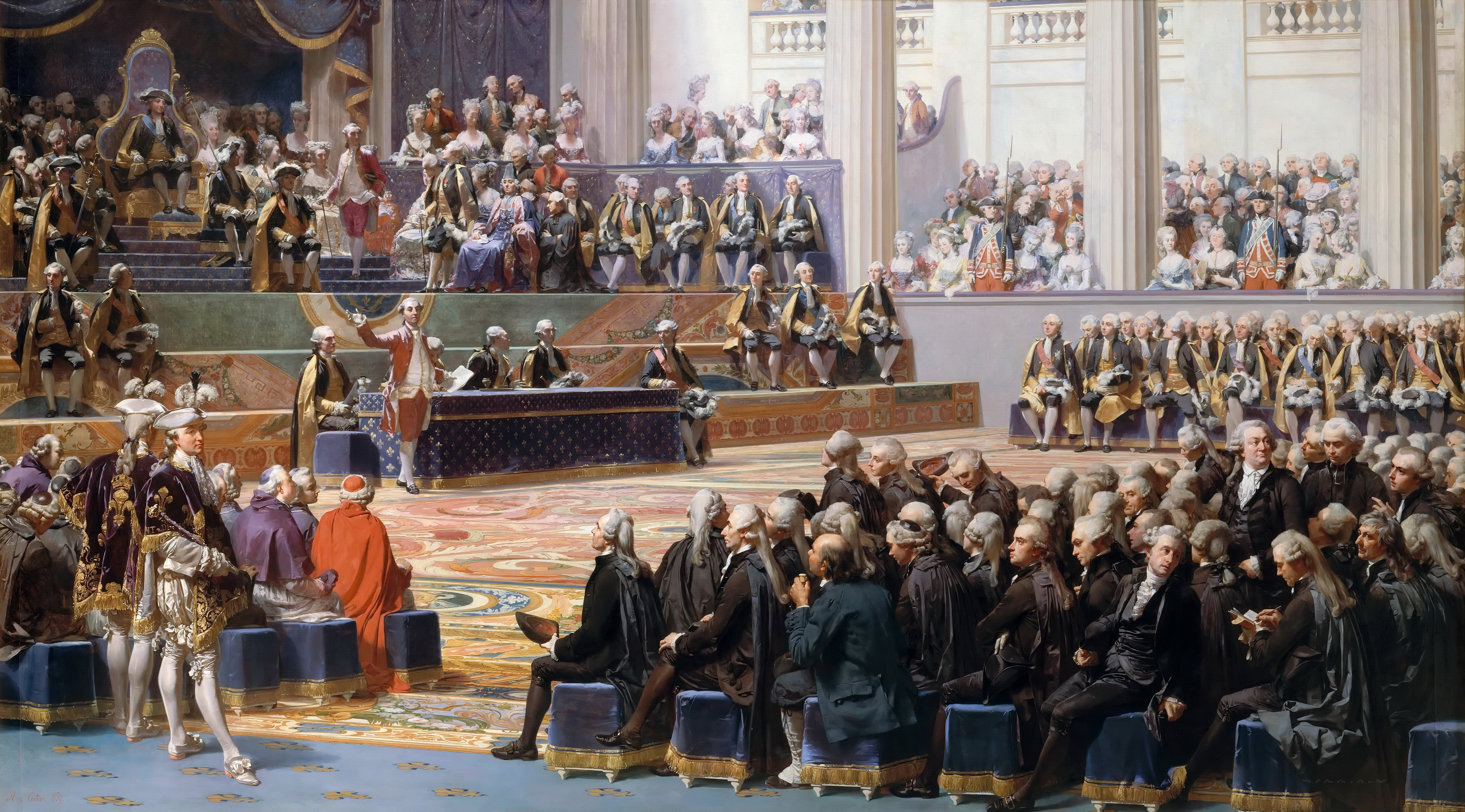
Ouverture l'assemblée des États généraux à Versailles en 1789.
(Musée de l'Histoire de France)

Les villes annexées par la France gardent leur constitution municipale, institutions et privilèges hérités du Moyen Âge. L'ancienne ligue perdure au sein du royaume jusqu’à la Révolution française. Lors de la création de l’Assemblée provinciale de la province d'Alsace en 1787, les représentants des dix villes forment le collège des députés de l'alliance,. Ils se réunissent à nouveau en octobre 1788 et se prononcent pour la rédaction commune d'un cahier de doléances et la représentation particulière de la Décapole aux États généraux organisés l'année suivante. Deux députés sont élus pour représenter les habitants des « Dix villes impériales de la Préfecture de Haguenau » : François Antoine Meyer, médecin à Kaysersberg, et François-Antoine Bernard, receveur du chapitre de Spire et syndic du chapitre de Wissembourg, remplacé après sa démission par Jean-Bernard Albert, avocat à Colmar. Ils rejoignent les rangs des représentants du Tiers état parmi les 1 154 députés réunis devant le Roi à Versailles. La Décapole et les institutions des villes membres disparaissent définitivement avec la fin de l'Ancien Régime et l'abolition des privilèges au cours de l'été 1789.

## Galerie
L’imprimeur Jacob Köbel publie en 1545 à Francfort-sur-le-Main un ouvrage intitulé Wapen des heyligen Römischen Reichs Teutscher nation dans lequel il représente des lansquenets portant les étendards des principales principautés et cités-États du Saint-Empire romain. Parmi ces allégories, sept villes membres de la Décapole (ou anciennement membres) représentées ci-dessous avec leurs symboles héraldiques.

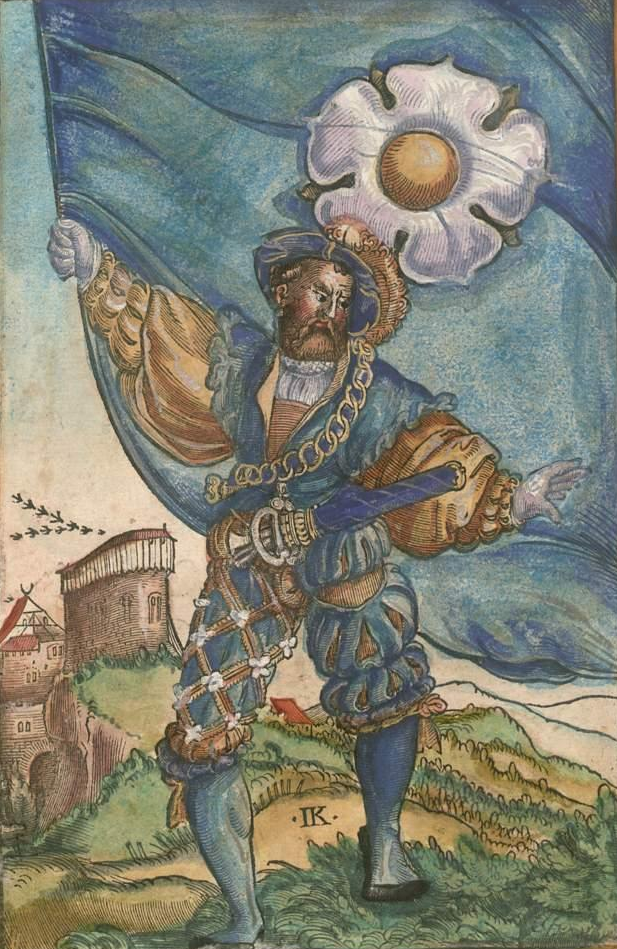
Haguenau.
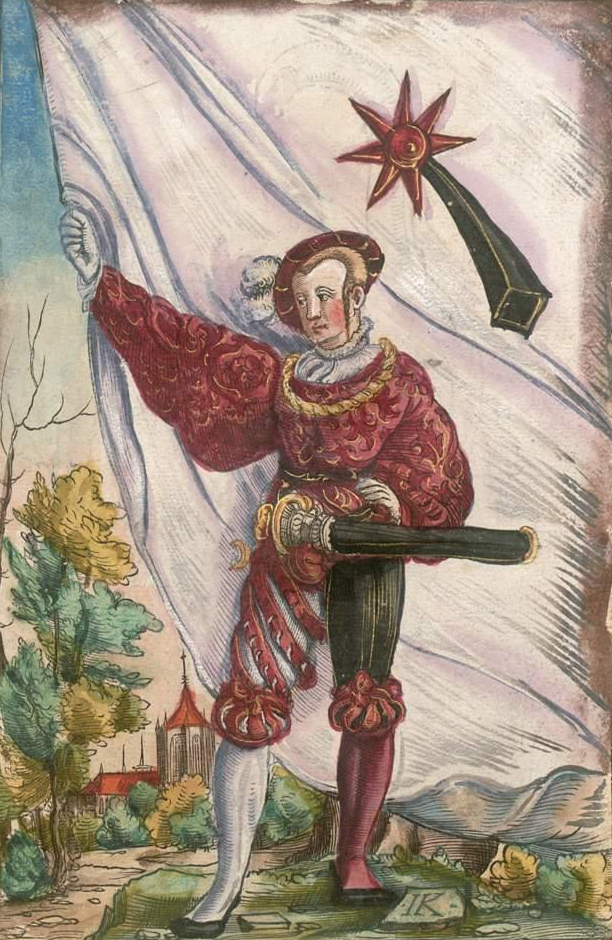
Colmar.
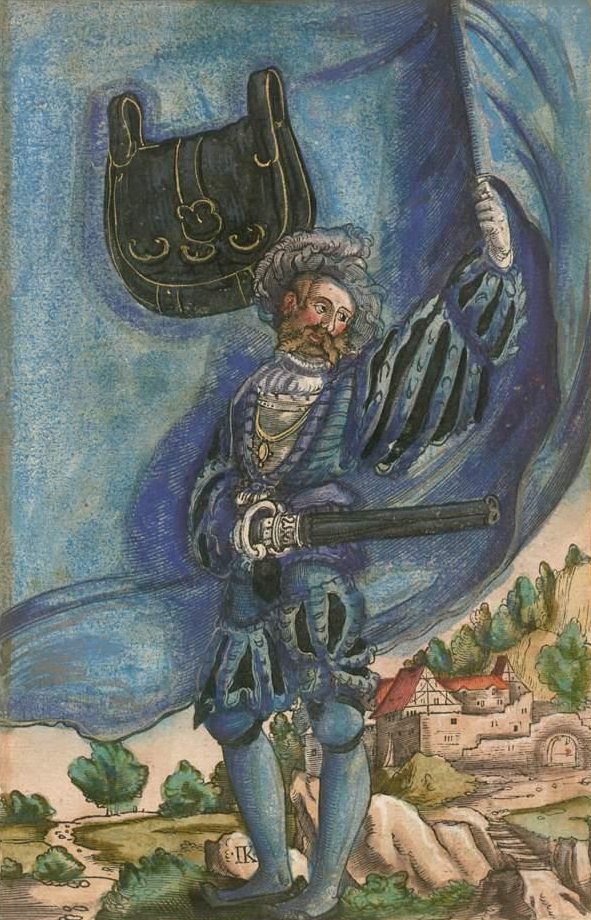
Kaysersberg.
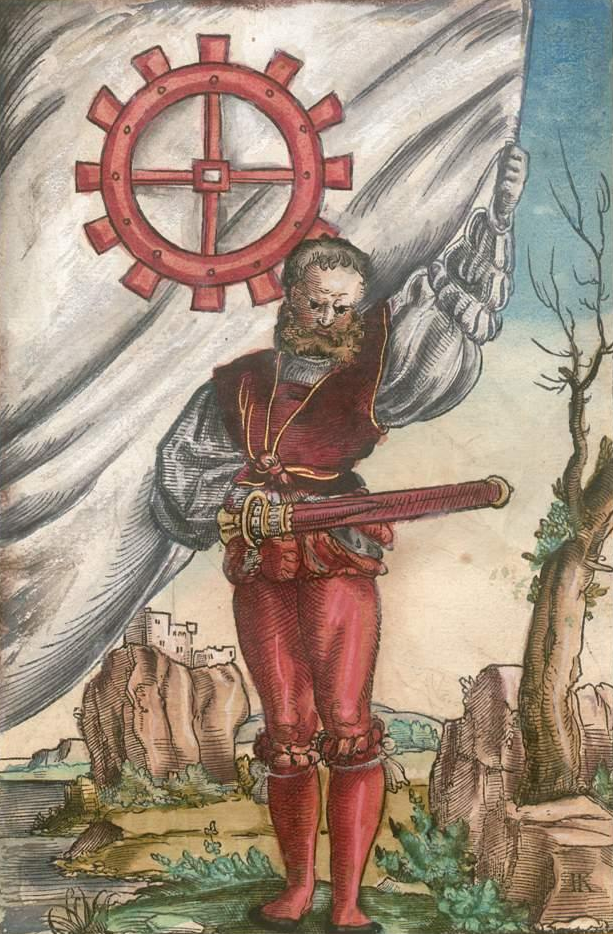
Mulhouse.
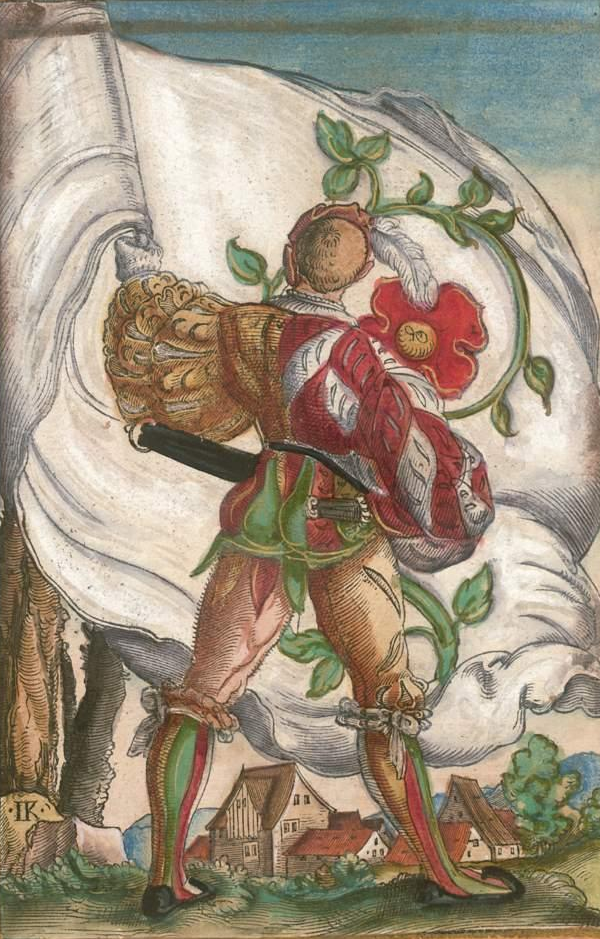
Rosheim.
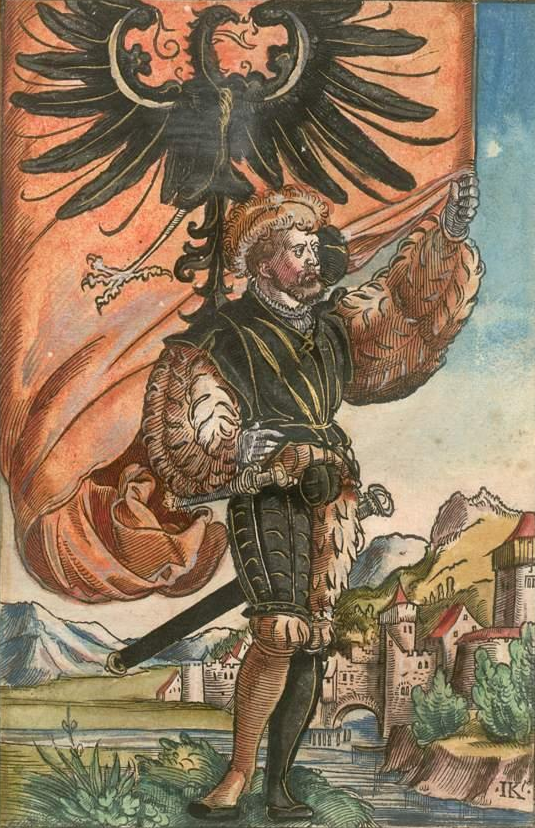
Sélestat.
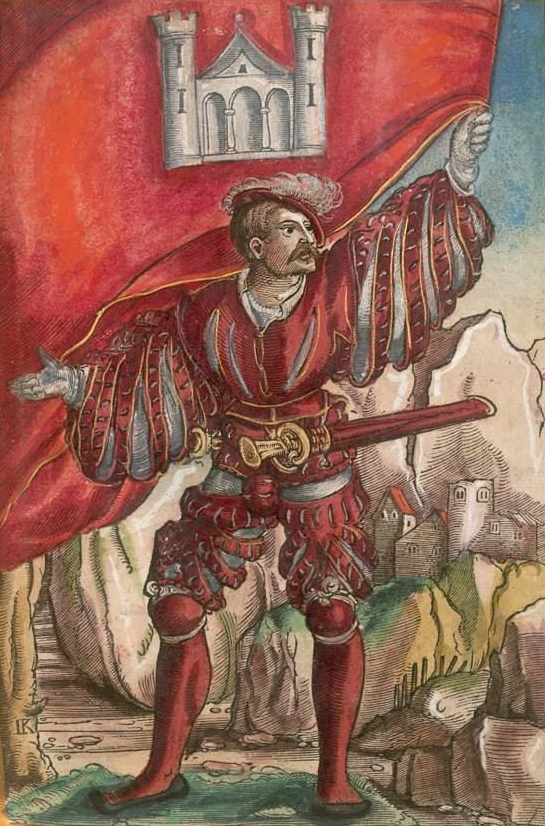
Wissembourg.